# Акшокат
Акшока́т (каз. Ақшоқат) — село у складі Отирарського району Туркестанської області Казахстану. Входить до складу Тимурського сільського округу.
Населення — 57 осіб (2021; 119 у 2009, 105 у 1999, 91 у 1989).